# Plug (Vegas Jones)
Plug è un singolo del rapper italiano Vegas Jones, pubblicato il 21 agosto 2020 come secondo estratto dal terzo EP Giro veloce.

## Tracce
1. Plug – 2:20